# Barbara Gysel

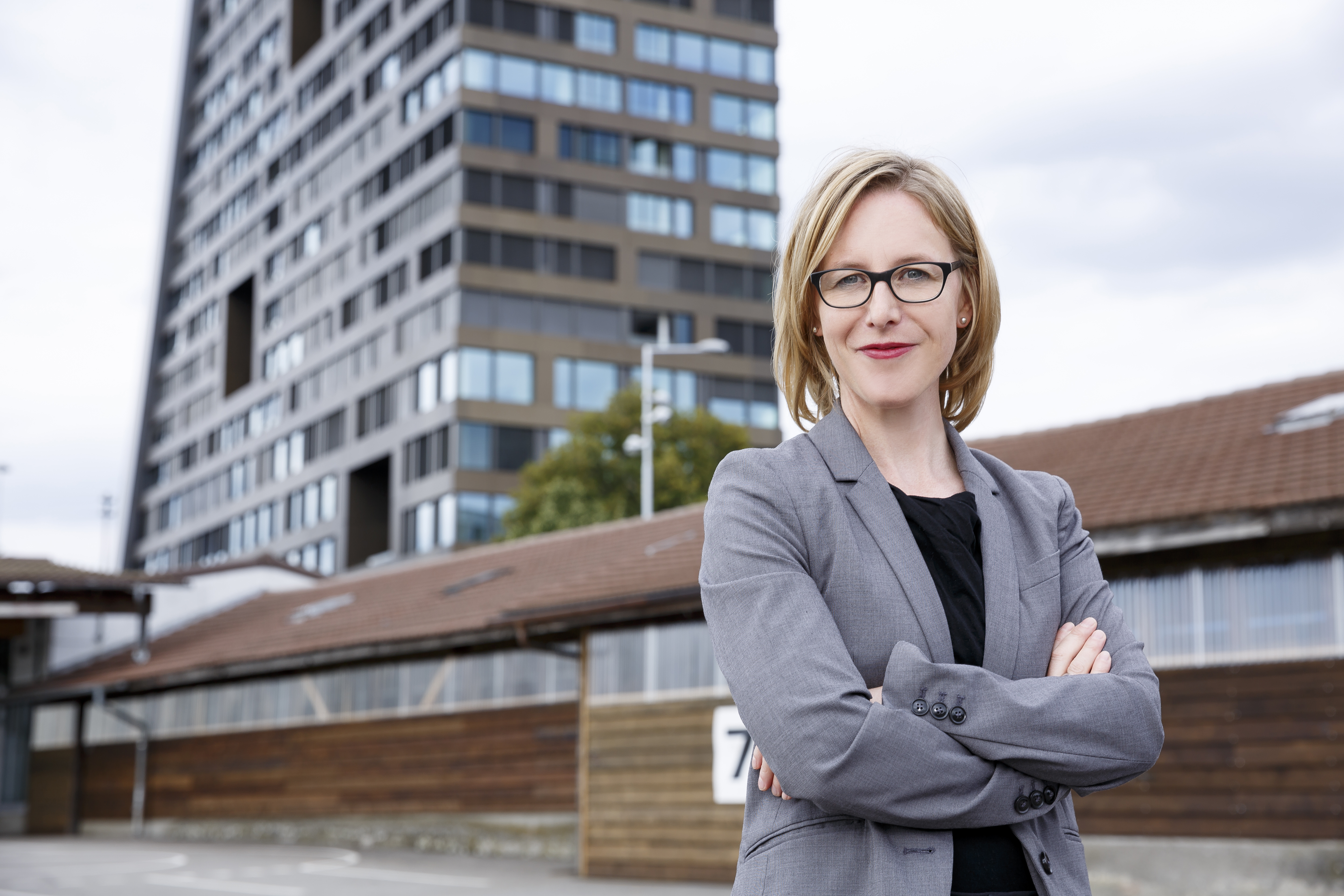
Barbara Gysel in der Stadt Zug 2018

Barbara Gysel (* 6. März 1977, heimatberechtigt in Zug) ist eine Schweizer Politikerin (SP).

## Ausbildung und Beruf
Barbara Gysel hat einen Executive Master of Arts Management. Im Zweitstudium bildete sie sich an der Universität Zürich als Politikwissenschaftlerin weiter.
Sie ist aktuell Geschäftsleiterin des Schweizer Kinderhilfswerks Kovive. Zuvor war sie Mitglied der Geschäftsleitung beim Kinderschutz Schweiz (Leitung Bereich Programme). Sie leitete das mehrjährige Bundesprogramm gegen Zwangsheiraten bei der Eidgenössischen Direktion des Innern. Sie hatte die Leitung eines Forschungsprojektes der Pädagogischen Hochschule Zug und der Freien Universität Berlin. Sie stellte Finanzexpertisen für das Migros-Kulturprozent aus.

## Politik
Barbara Gysel wurde am 2. Oktober 2022 mit 4036 Stimmen in den Zuger Stadtrat und im ersten Wahlgang fürs Stadtpräsidium auf Platz eins gewählt. Sie ist seit 2008 Mitglied des Kantonsrats sowie seit 2014 des Grossen Gemeinderats von Zug. Seit 2008 ist sie die Präsidentin der SP Kanton Zug.